# Hanal Pixán
 (février 2022).
Si vous disposez d'ouvrages ou d'articles de référence ou si vous connaissez des sites web de qualité traitant du thème abordé ici, merci de compléter l'article en donnant les références utiles à sa vérifiabilité et en les liant à la section « Notes et références ».

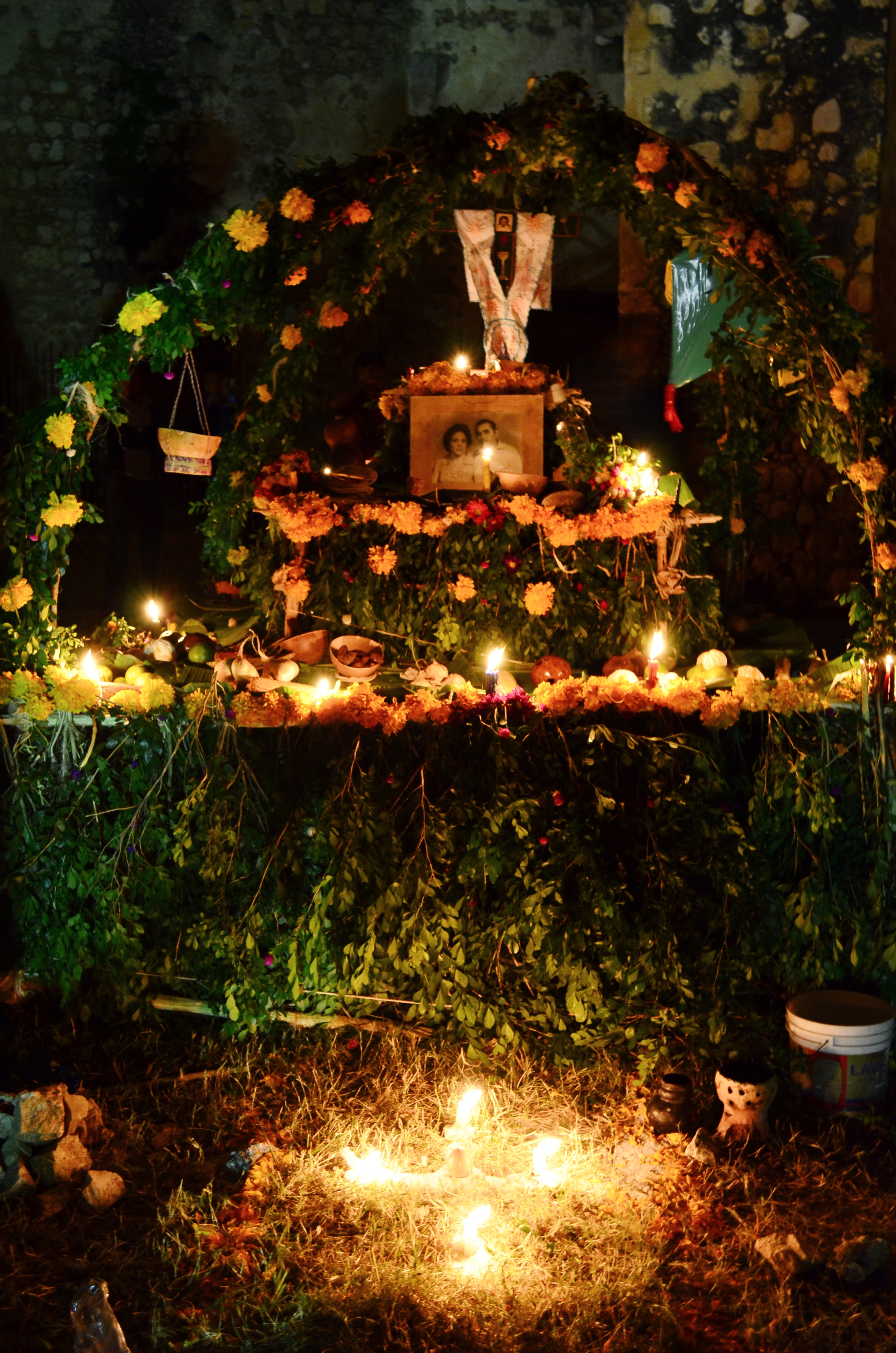
Valladolid, Yucatán, 2012

Hanal Pixán ou Janal Pixan (prononcé /hanal piʃan/ ; du maya, janal, « nourriture » et pixan, « âme ou esprit », espagnol : Comida de las ánimas) est le nom en langue maya donné à la nourriture traditionnelle offerte aux morts dans les villes de la péninsule du Yucatán d'origine ou d'influence maya, le 31 octobre et jusqu'au 2 novembre de chaque année, dans le cadre du jour des morts au Mexique .
Dans les États mexicains qui composent la péninsule du Yucatán, Janal Pixan est célébré le 31 octobre, qui est le jour des enfants, le 1er novembre, qui est le jour des adultes, et le 2 novembre, qui est le jour de la Toussaint. La fête commence bien avant avec la broderie des nappes utilisées sur la table, la fabrication des plats en argile, des bougies en cire, etc. On procède à un nettoyage général de la maison et des patios, on utilise l'encensoir et on peint les albarradas, tout cela est fait « pour que les âmes qui arrivent ces jours-là n'aient pas à le faire ». Les gens doivent finir leurs corvées tôt « parce que si les âmes arrivent, elles ont l'habitude de pleurer parce qu'elles voient leur travail inachevé ». Il est de coutume de se coucher tôt la veille « pour ne pas déranger les âmes qui viennent ».

## Origine
Cette célébration, qui trouve ses origines dans des concepts issus de la culture maya, est très différente d'autres qui ont leurs racines dans les coutumes diffusées par les chrétiens. Janal-Pixán signifie janal (nourriture) et pixán (âme qui donne vie au corps, c'est-à-dire la vie, le souffle, la force, tout ce qui nous anime). Pour les Mayas, les êtres chers décédés sont toujours présents dans leur maison, d'où sa signification de « repas des âmes ». Cette célébration, comme beaucoup de choses dans la culture préhispanique, a finalement fait l'objet de syncrétisme avec les croyances du Jour des Morts, qui dérive à son tour des célébrations celtiques et d'autres traditions théologiques, apportées d'Europe par les missionnaires européens. Au fil des années, elle a subi des changements, dus à l'arrivée des conquistadors et des missionnaires, qui ont adapté les anciennes traditions aux croyances religieuses et qui sont celles que nous conservons jusqu'à aujourd'hui.

### Coutumes mayas
Dans de nombreux villages mayas, les offrandes aux morts sont faites huit jours après les dates « officielles » ou à la fin du mois de novembre, ce que l'on appelle biix ou ochovario.
D'une part, les Mayas préhispaniques n'avaient pas de date fixe ou établie pour célébrer ou commémorer leurs morts en général. Conformément à la coutume d'enterrer leurs morts à l'intérieur des fondations de leurs maisons, ou de profiter de cavités telles que des cavernes, des grottes et même des cénotes, ainsi que de bâtiments extraordinaires destinés exclusivement à conserver les cadavres de personnes particulières, les Mayas préhispaniques faisaient une sorte d'offrande quotidienne à leurs ancêtres morts dans des espaces désignés à l'intérieur de leurs habitations. Diego de Landa donna une brève mais riche description de l'aménagement d'un autel dédié aux morts, montrant l'importance de la présence du défunt lui-même dans cet espace, par exemple en utilisant une figure d'argile à l'intérieur de laquelle les cendres d'un ancêtre étaient déposées. Il n'y avait aucune idée du retour des morts à une date quelconque ; au contraire, on sait qu'il y avait tout un pèlerinage vers le yaxché (ou ceiba, arbre sacré) pour atteindre leur destination finale.

### Influence européenne
En revanche, la célébration du 31 octobre et des 1er et 2 novembre est une imposition religieuse que les premiers évangélisateurs ont faite parmi les peuples mésoaméricains. Cette célébration dérive d'une part des anciennes fêtes celtiques qui disaient adieu à l'ancienne année et aux dernières récoltes (31 octobre), d'où vient également la croyance dans le retour des morts afin de pouvoir partager les récoltes avec eux, et des festivités qui accueillaient la nouvelle année (Samhain).
D'autre part, les aménagements de l'Église catholique pour la célébration de tous ses martyrs (et plus tard de tous les saints canonisés ou non) convergent aussi avec un ajout dans l'histoire du catholicisme, qui est la nuit de la « Toussaint », le 31 octobre ; qui, dans la célébration d'origine anglo-saxonne, est maintenant connue comme Halloween.

## Éléments de l'autel

Autels
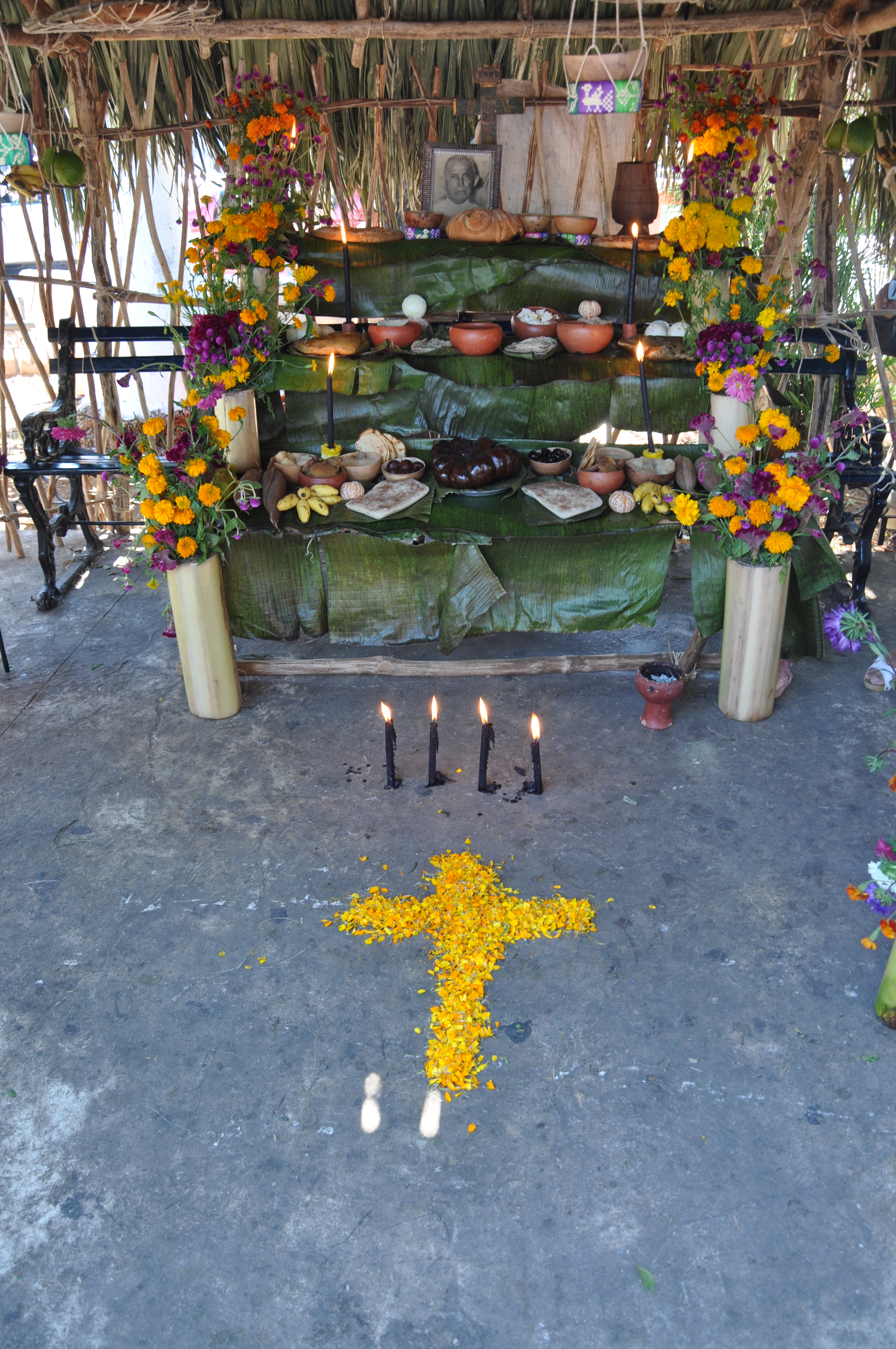
2012
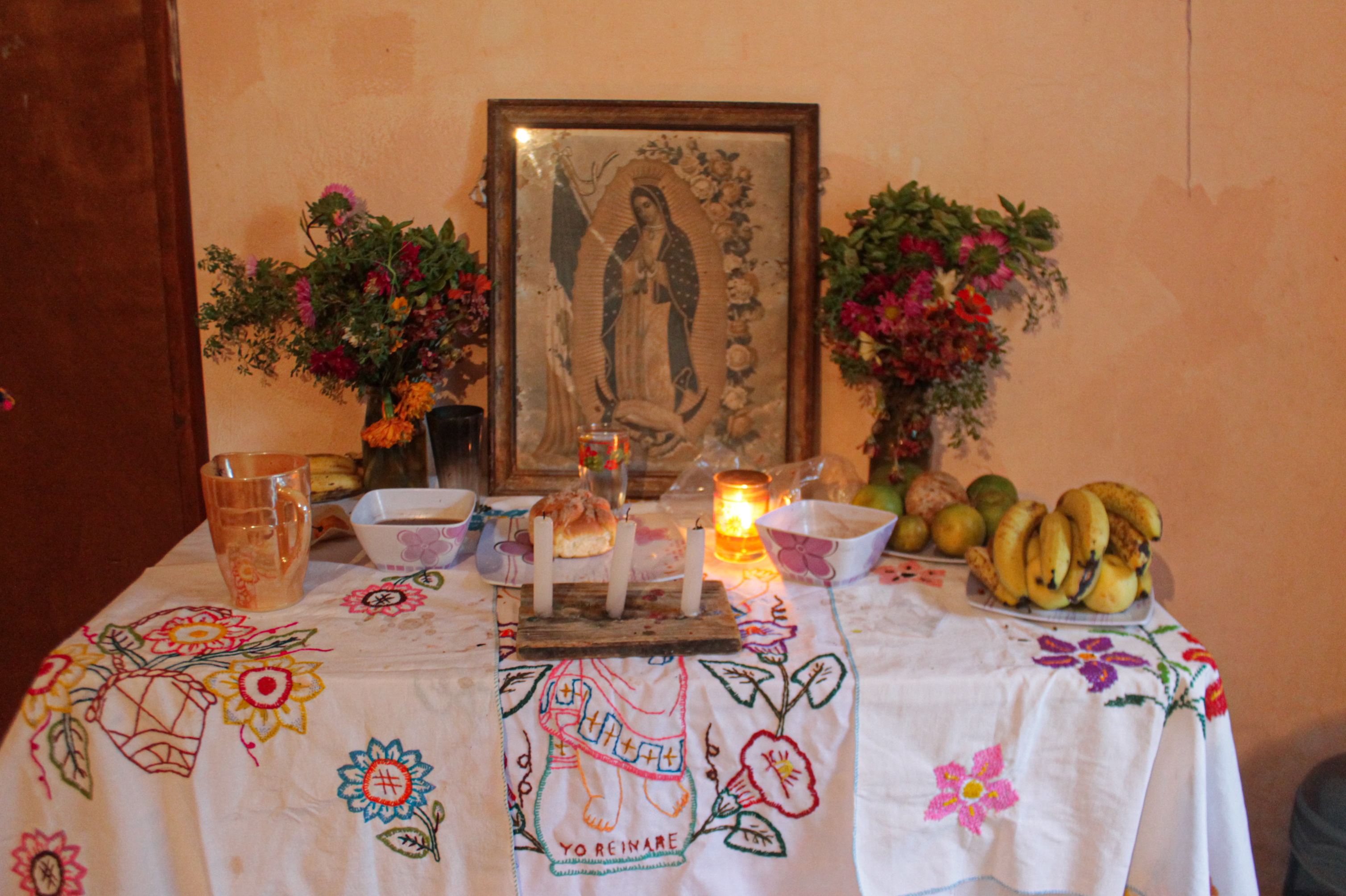
2016
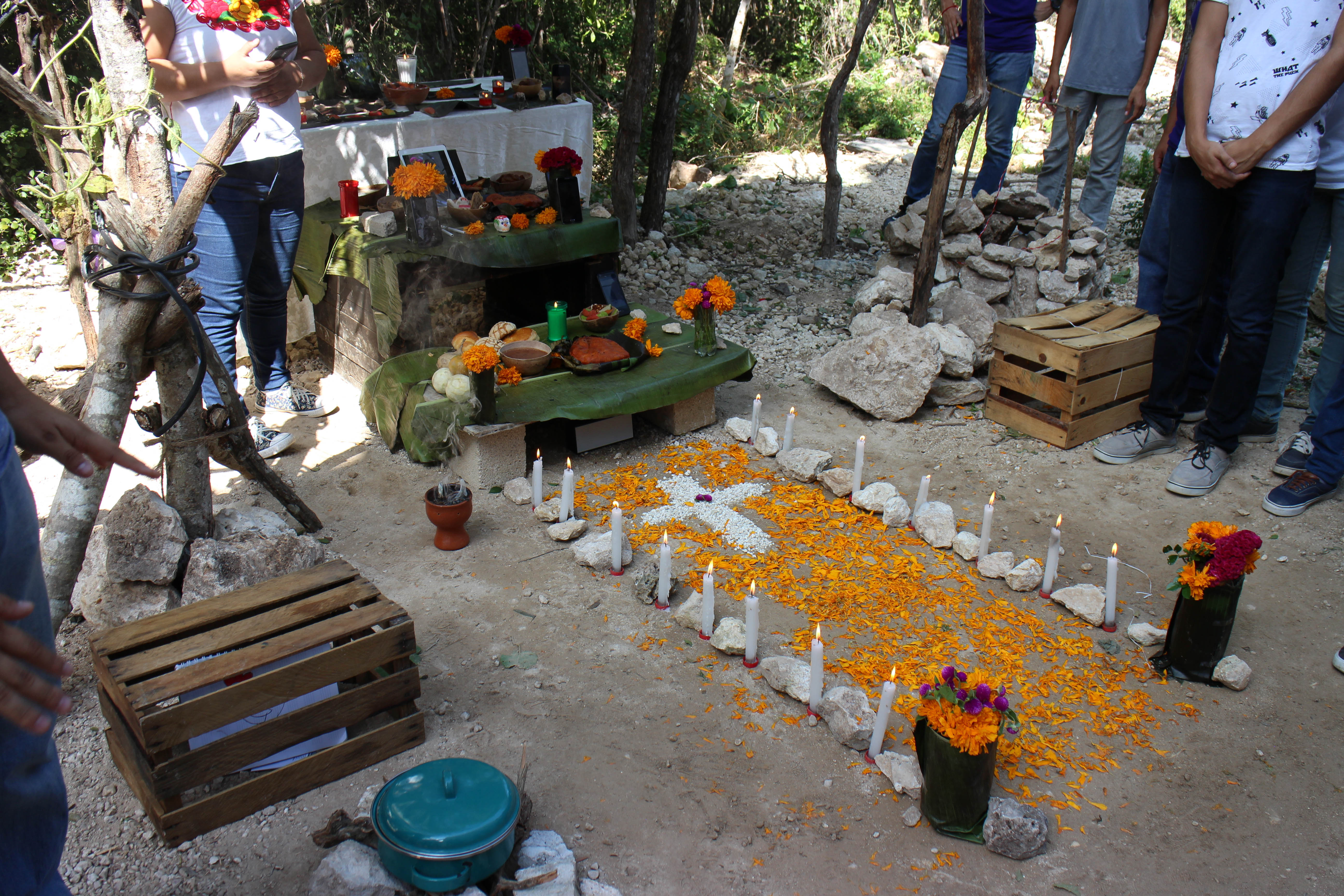
2017
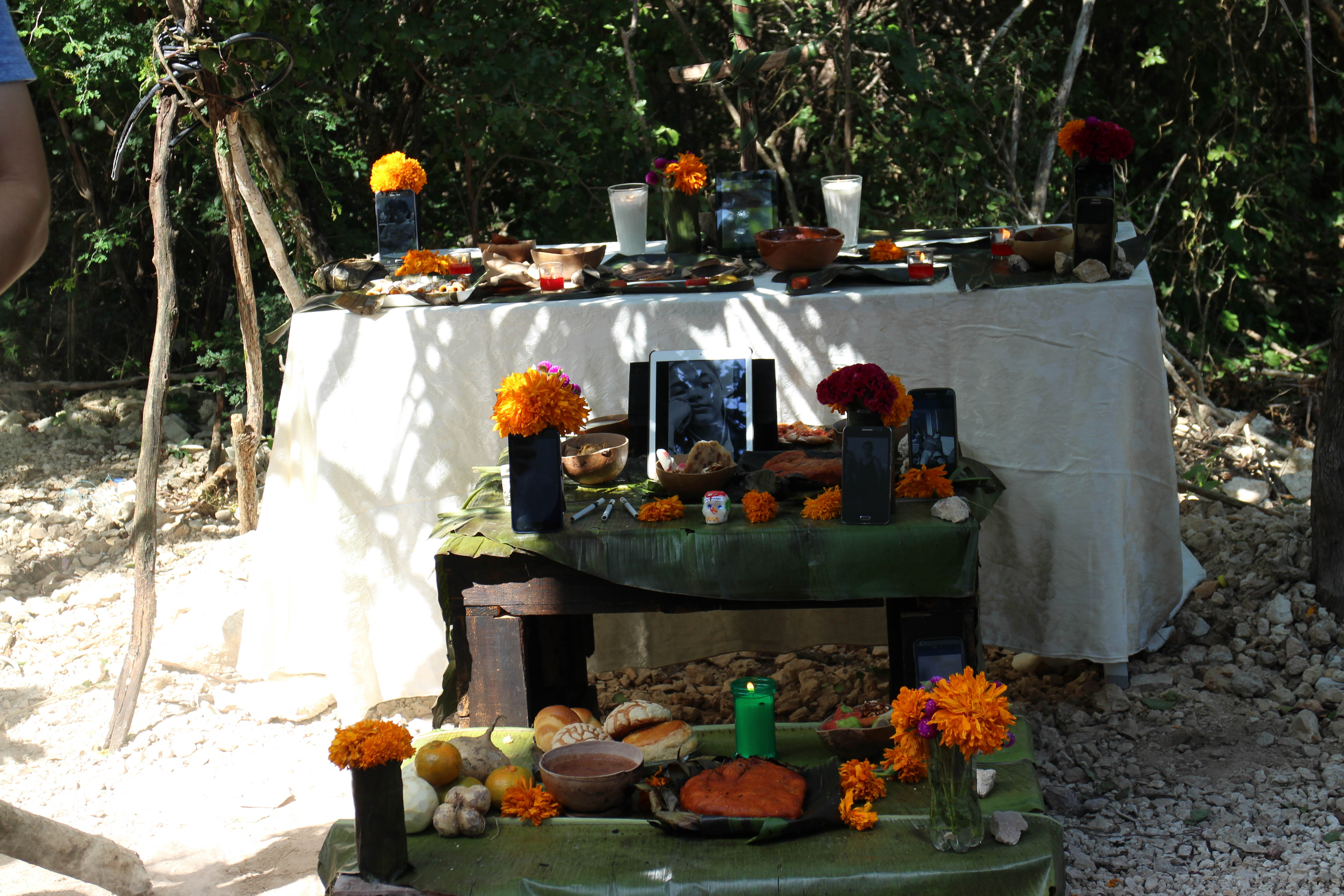
2017
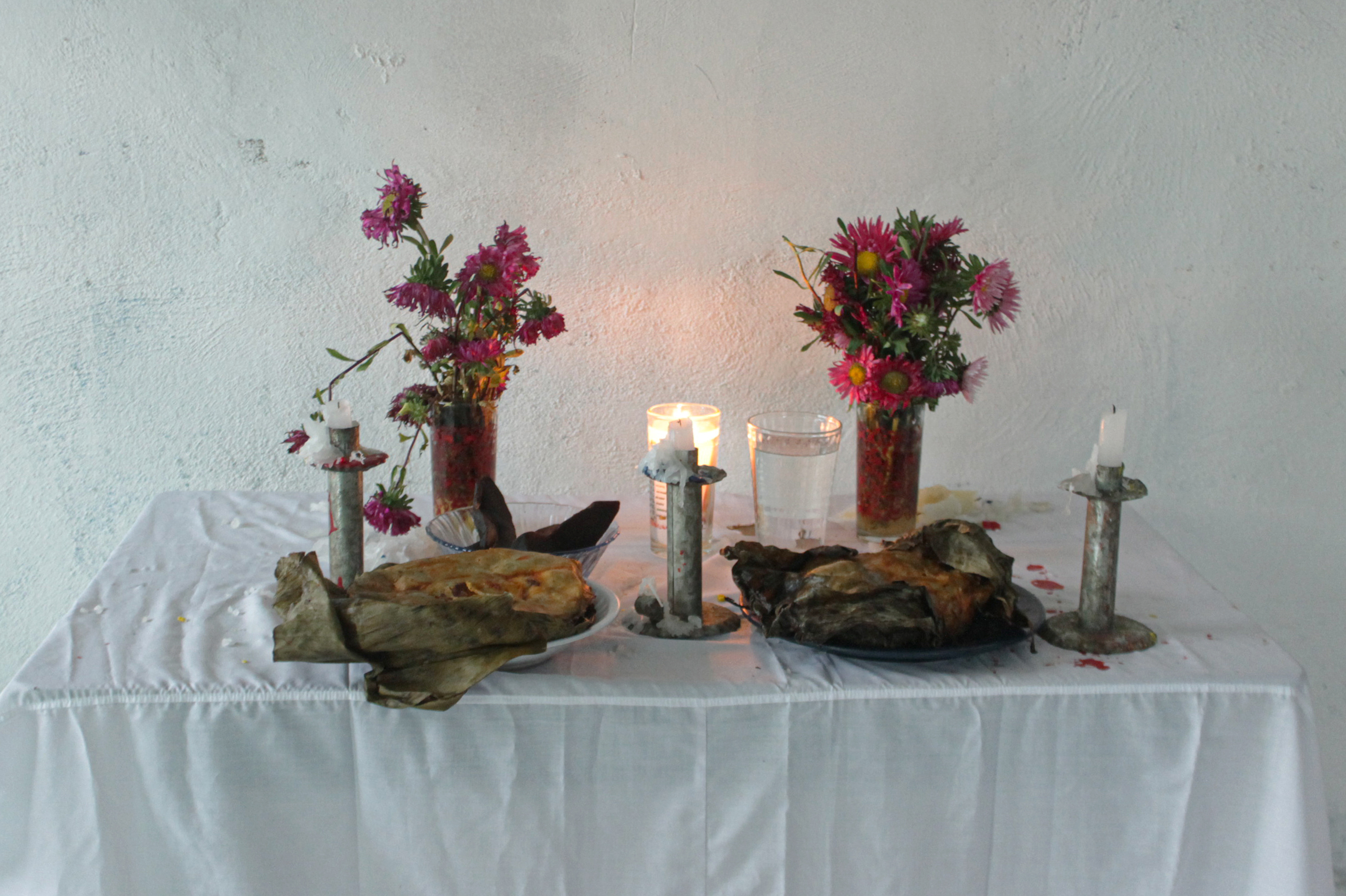
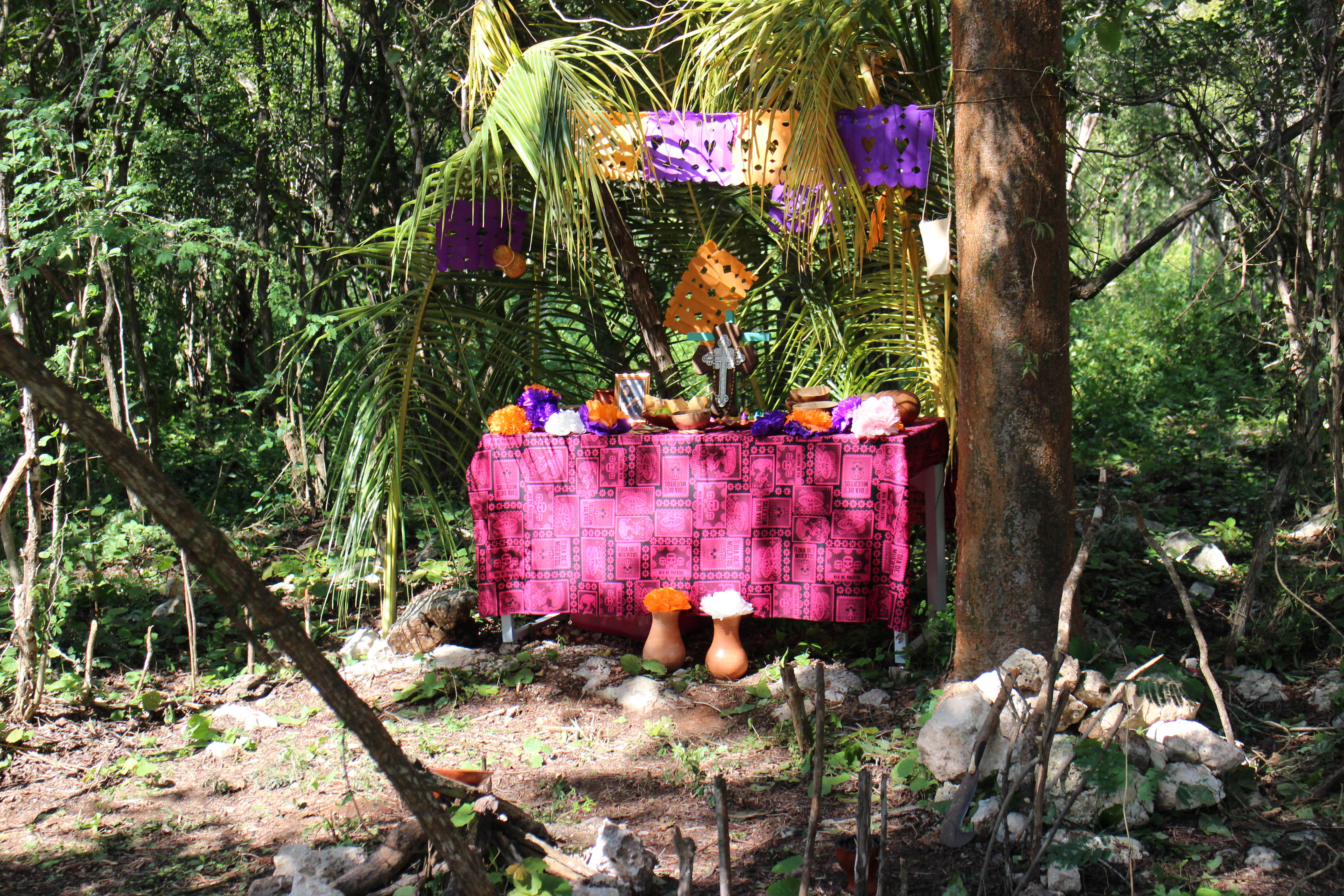
2017
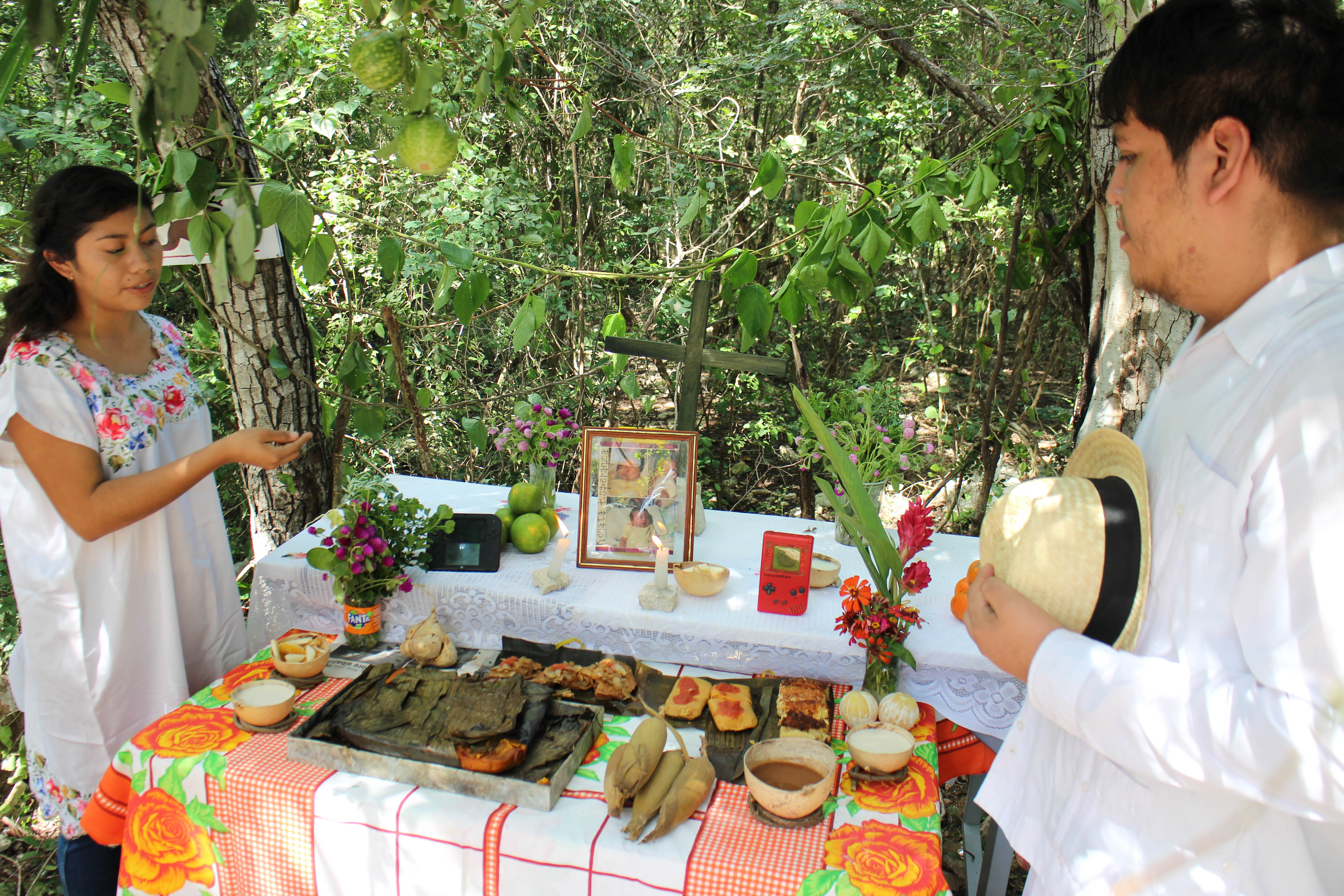
2017
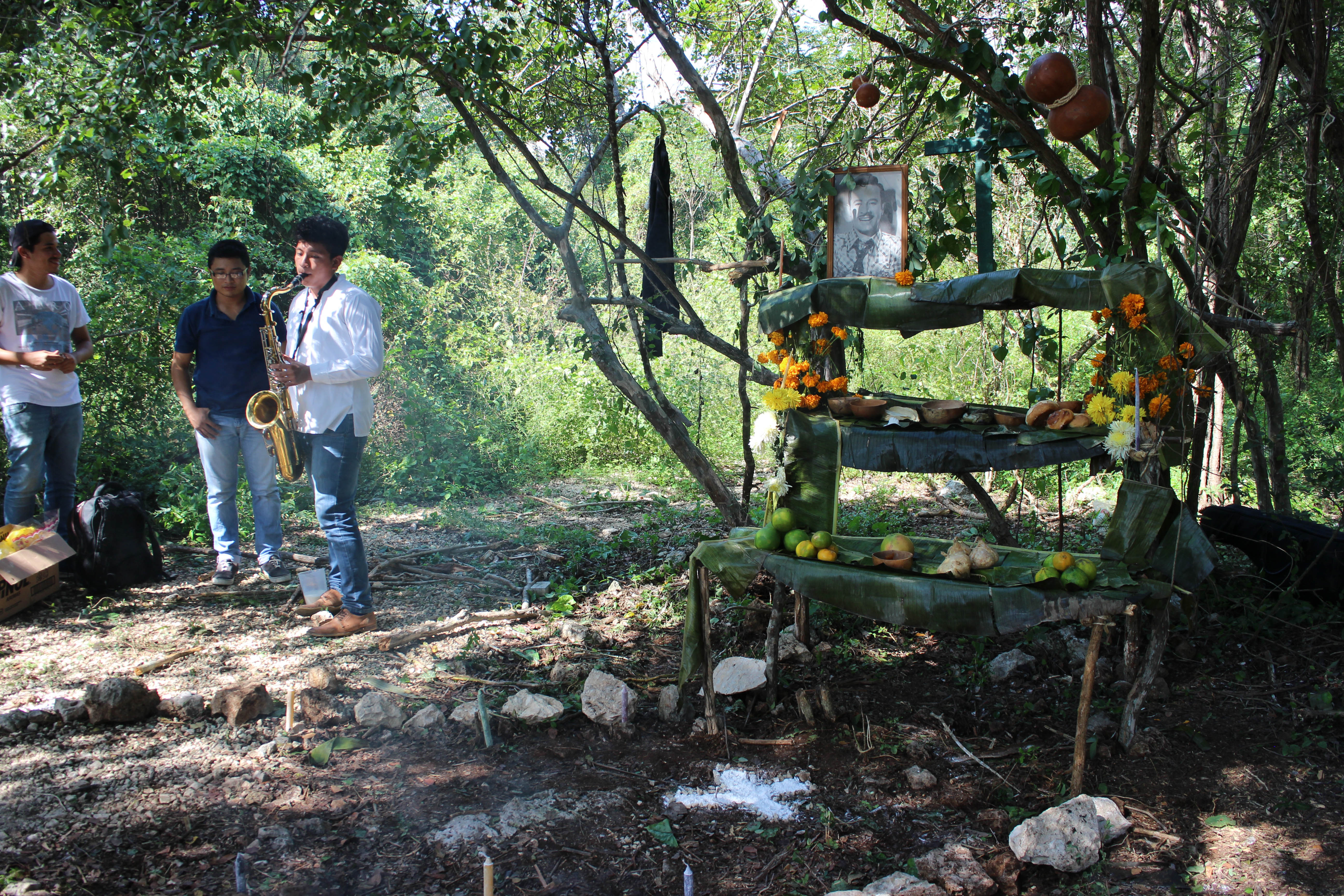
2017
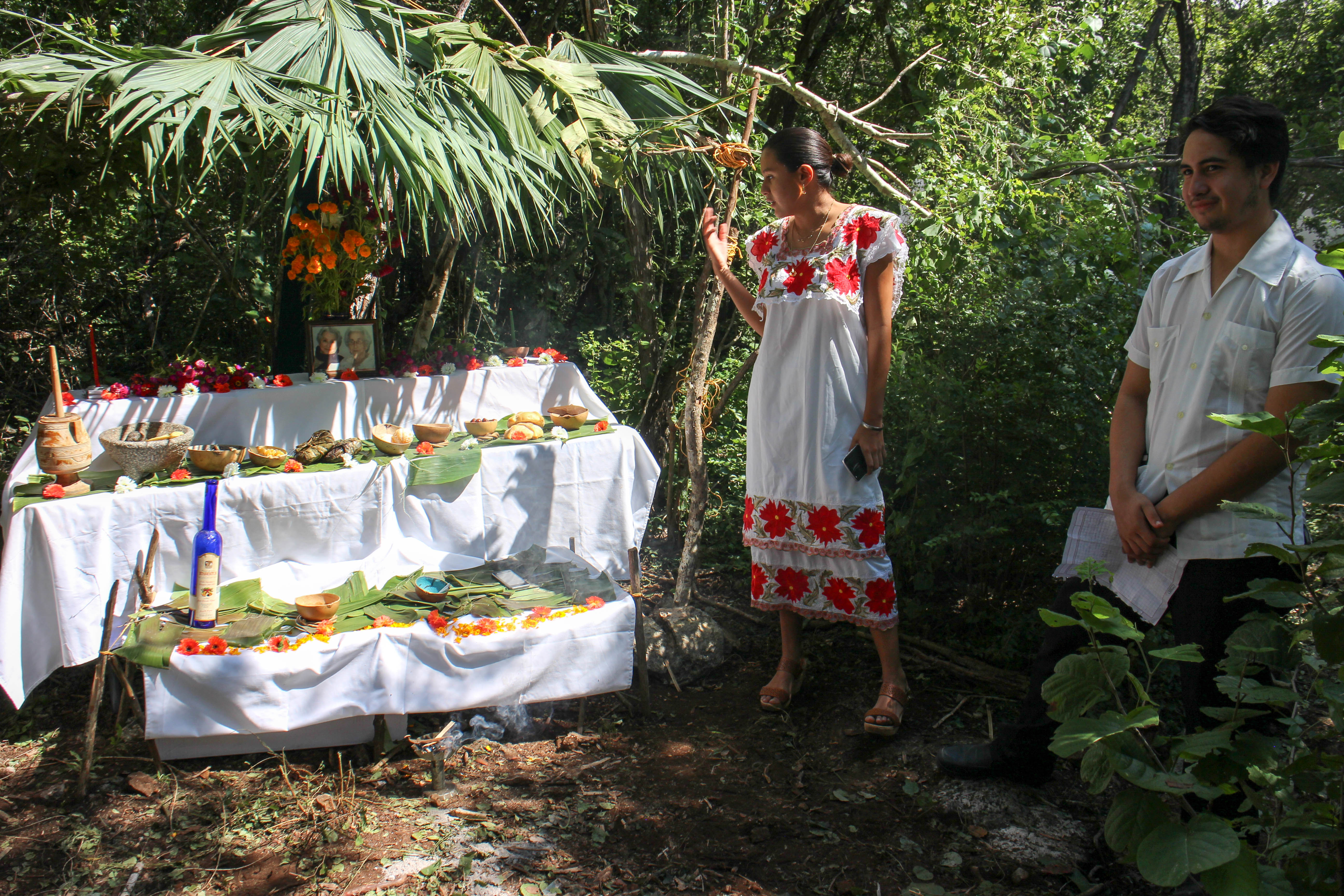
2017

### Plateau
À l'époque de l'évangélisation, les Mayas préparaient la table avec des branches de la plante x'colonché et quatre fourchettes faites en bois de kivis (ils n'utilisaient pas de clous, car ils pensaient que le défunt serait blessé et ne voudrait pas s'approcher de la table si elle avait des clous ou des fils). Aujourd'hui, la table est faite de n'importe quel matériau, que ce soit pour les enfants, les adultes ou la table de l'âme seule. Les matériaux traditionnels utilisés sur la table sont généralement faits de boue, d'argile, de bois et de bols fabriqués à partir du fruit de l'arbre Crescentia alata (es), connu sous le nom générique de jícaras dans la région. Il convient toutefois de mentionner qu'il est courant d'observer, parmi les offrandes présentées sur la table, d'autres objets tels que des bouteilles de liqueur, des photographies, etc.

### La nappe
L'origine de la nappe est attribuée aux nuages. C'est le résultat du syncrétisme qui s'est produit pendant la colonisation, car si la vision dichotomique du monde européen/chrétien contemple l'existence d'un ciel et d'un enfer, la vision du monde maya était plus riche, contemplant l'existence de treize cieux supérieurs et de neuf cieux inférieurs (le dernier de ceux-ci étant appelé Xibalba). Alors que pour les enfants cette nappe est de couleurs gaies (en raison du caractère festif et ludique de leur âme), pour les adultes elle est blanche ou grise, en signe de respect et de solennité.

### L'encensoir
Dans cette fête, la fonction de l'encensoir ou sahumerio est d'aider, par sa lumière et son arôme, à rendre l'« essence » de la nourriture plus agréable aux âmes, puisque selon la croyance maya, la nourriture déposée sur l'autel est consommée de manière spirituelle par les âmes auxquelles elle est dédiée, ne laissant derrière elle que leur présence physique. Cette nourriture est ensuite physiquement consommée par les membres vivants de la famille (car on considère qu'elle ne reste qu'une « enveloppe » dépourvue de sa fonction vitalisante). Dans le brûleur d'encens, on brûle la résine extraite du copal, très appréciée pour son arôme agréable.

### Sel et eau
Deux récipients remplis respectivement de sel et d'eau sont placés sur l'autel, dont la signification est liée à l'origine et à la fin de la vie, ou pour protéger les âmes des défunts contre les « vents mauvais » au moyen de rituels de purification. Selon la tradition, ces éléments ne devraient pas manquer à la table. Les jícaras (appelées lec en maya), une petite assiette ou une jarre en terre cuite sont souvent utilisées comme récipients. Ces éléments ont également pour fonction de guider les âmes vers l'autre monde, afin qu'elles ne soient pas piégées dans celui-ci.

Le poulet pibil
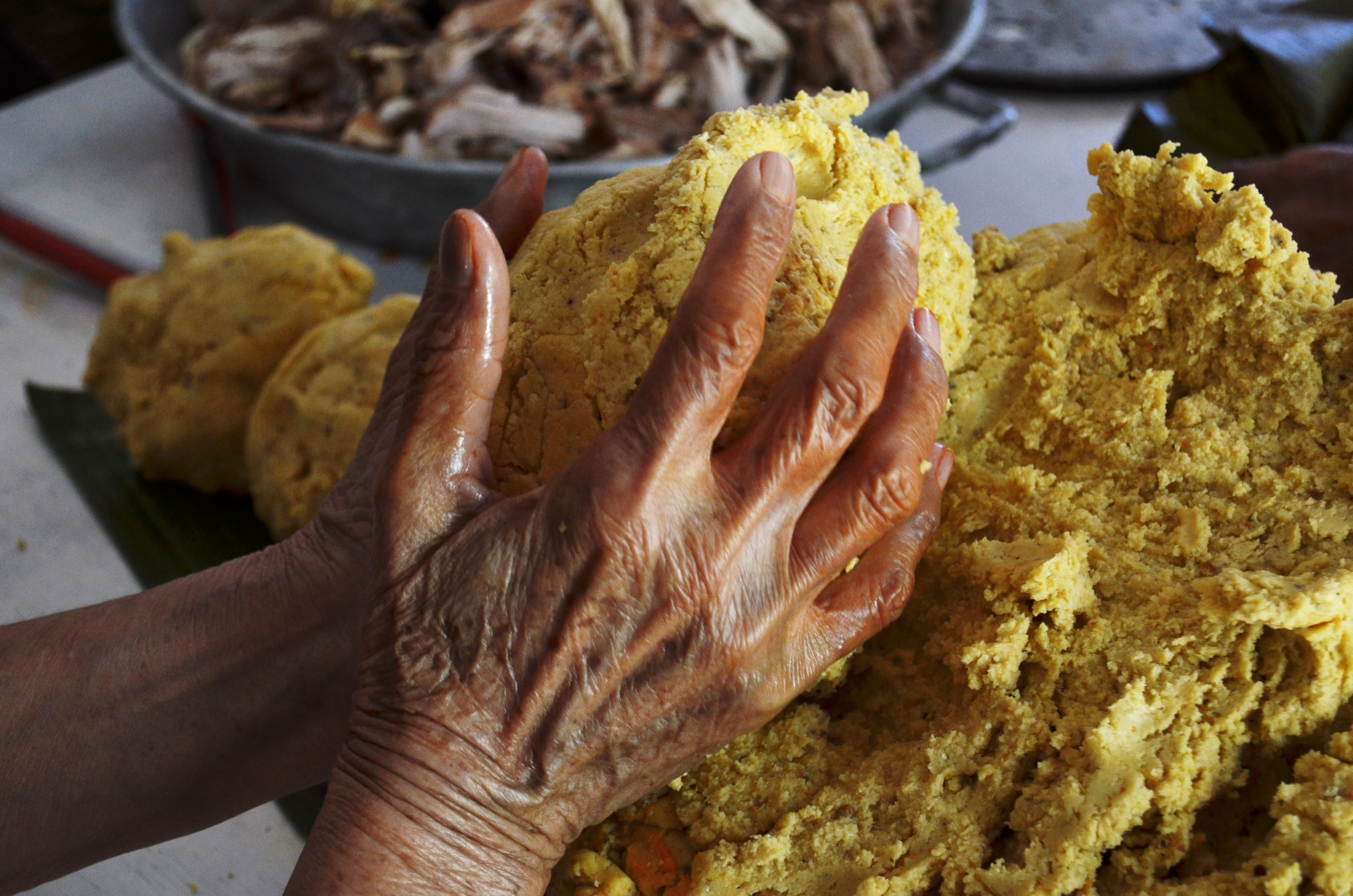
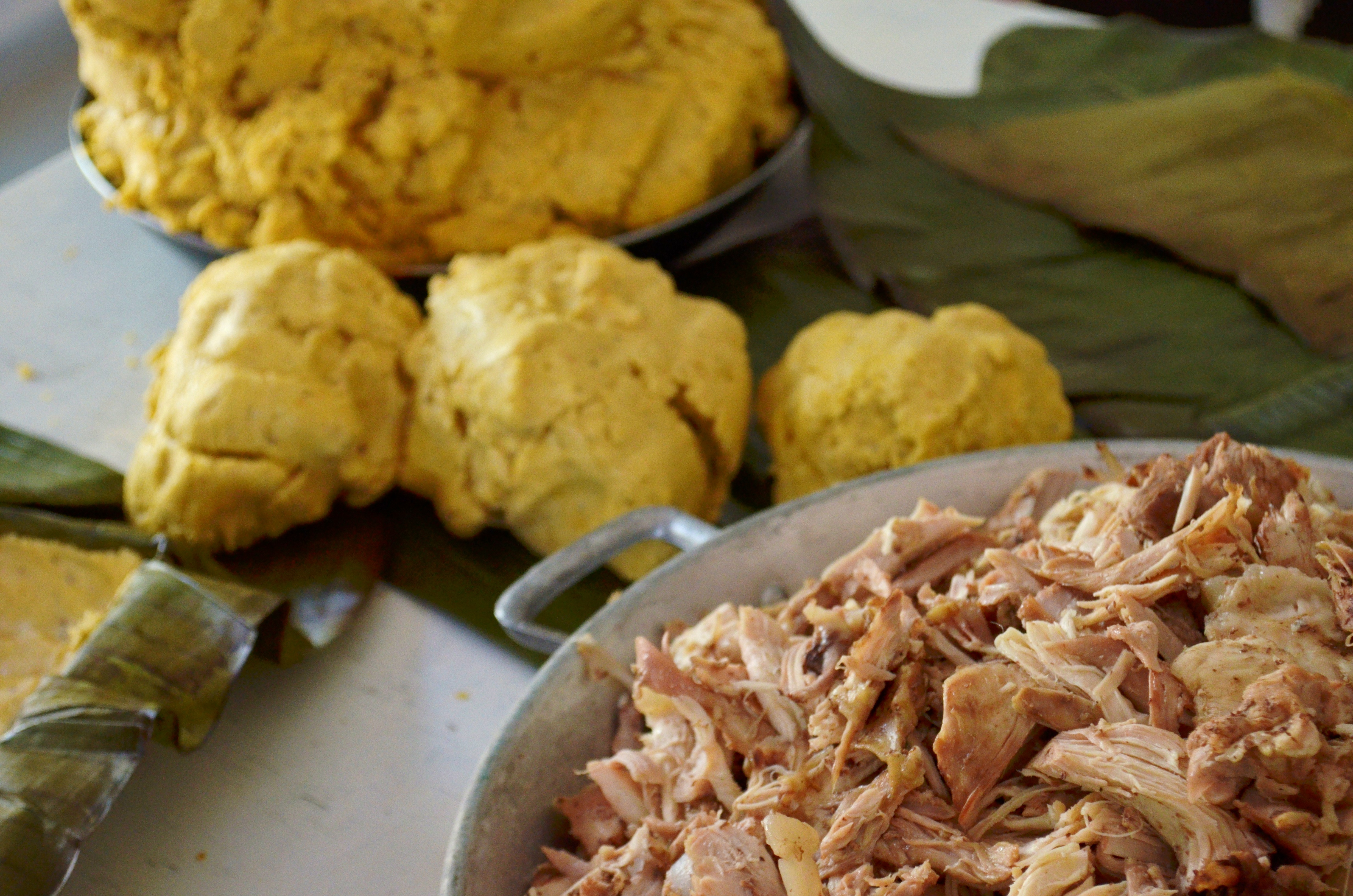
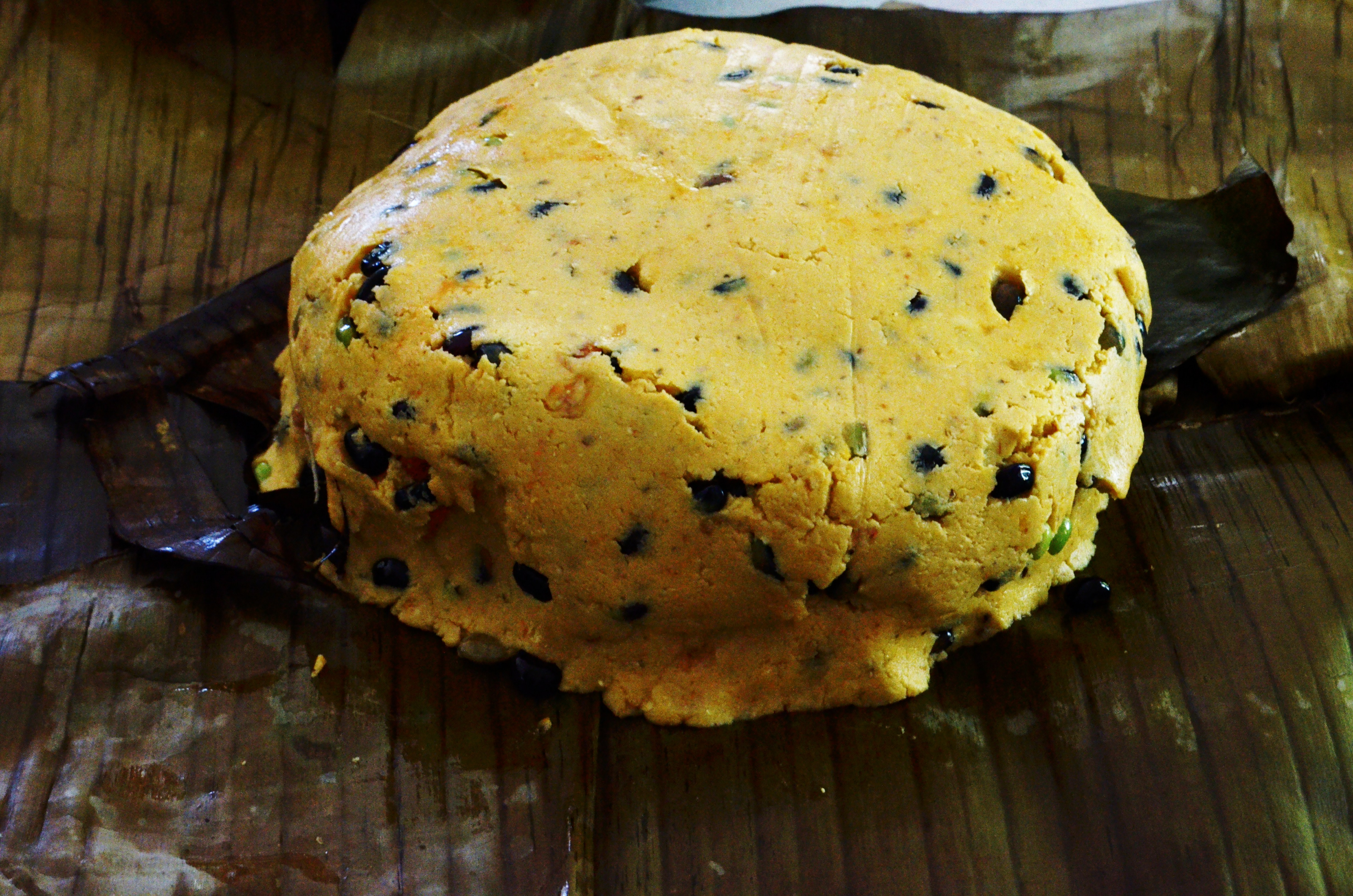
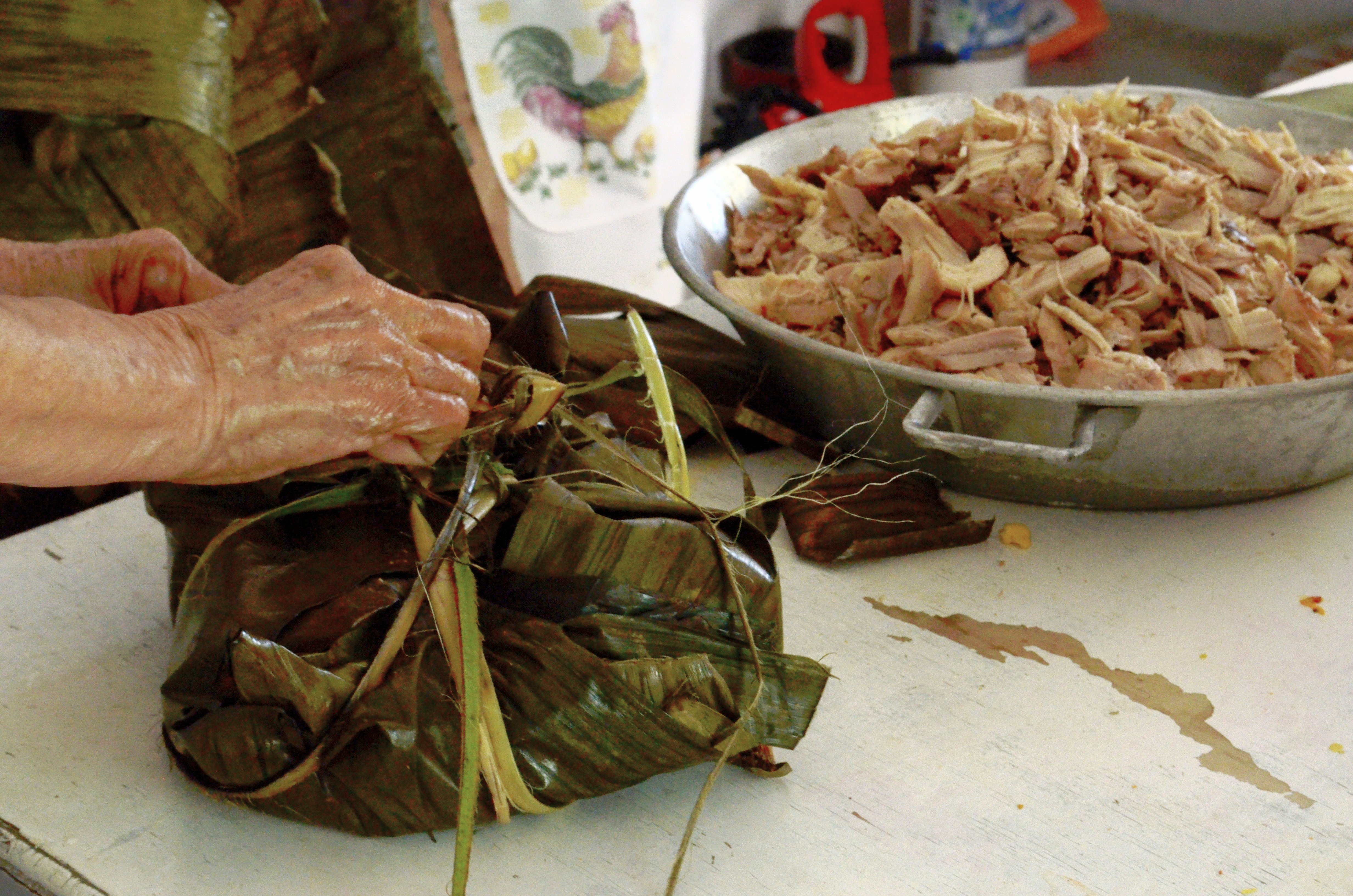
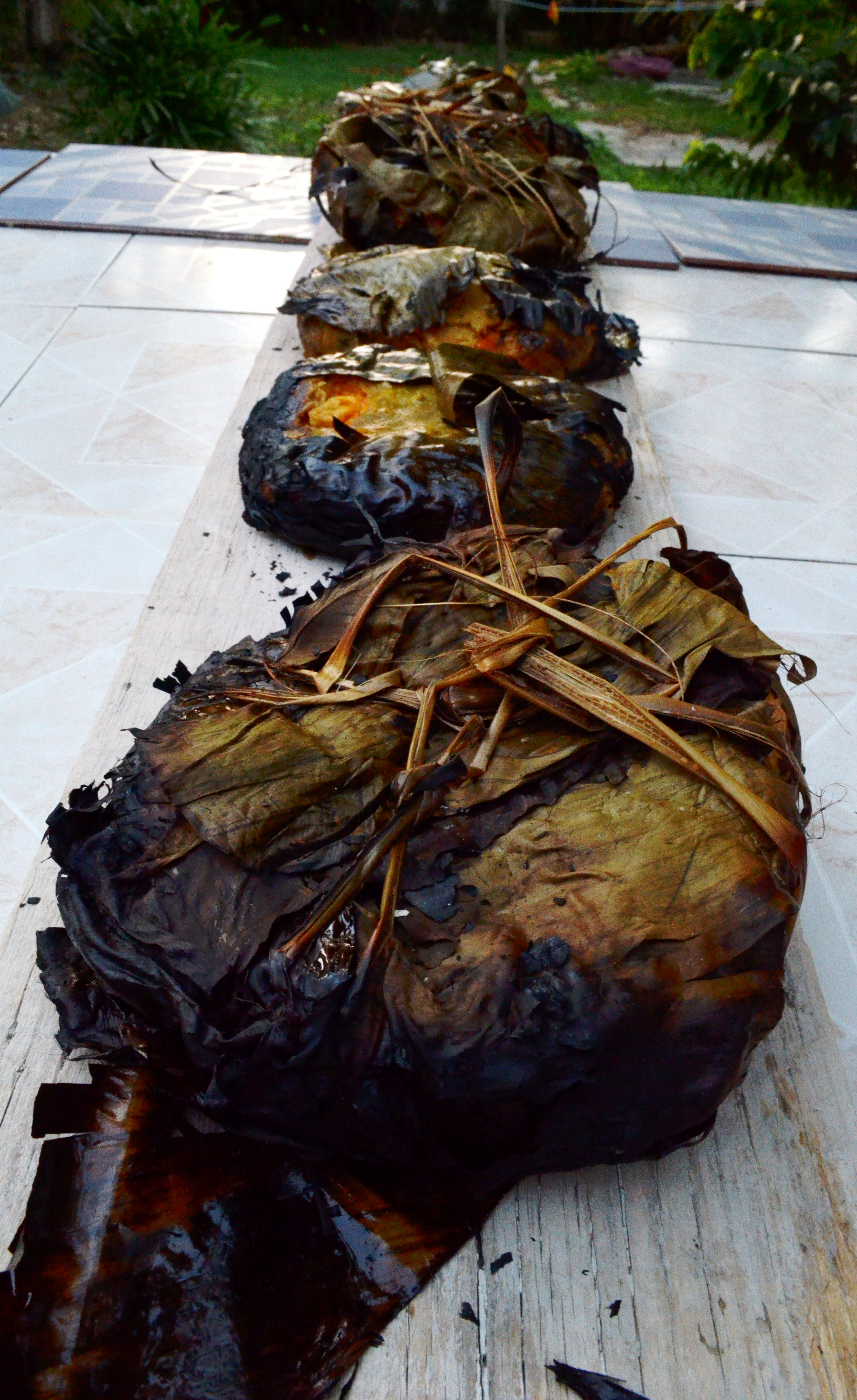

### Pouletmukbiloupibil
L'élément le plus caractéristique de la fête est certainement le poulet, appelé poulet mukbil (signifiant littéralement en langue maya : « enterré »), cuit dans un four enterré spécifique, le píib (ou pib), d'où son autre appellation de poulet pibil (pour désigner le fait qu'il est cuit dans un pib). Il s'agit d'une sorte de tamal ou de tarte au maïs, farcie de ragoût à base de viande et de diverses épices, mélangés dans un épais bouillon de maïs. Cet aliment est cuit à l'intérieur d'un trou creusé à cet effet dans le sol, dans lequel on a construit une base en pierre calcaire, que l'on chauffe avec du bois de chauffage, puis le plat est placé dans ce type de four et recouvert de feuilles sélectionnées (sans résines qui nuisent à la saveur) et de la même terre. La cuisson se fait grâce à la chaleur dégagée par le lit de pierres. Les matériaux utilisés pour la préparation du noyau et de sa couverture proviennent entièrement de la campagne yucatèque, comme dans le cas des feuilles d'henequen, dont la fibre est également utilisée pour lier la couverture en feuille de bananier du pibil et de diverses herbes locales. Le bois de chauffage provient de la plante légumineuse connue en langue maya sous le nom de chukum (« celui qui fait du charbon de bois ») car l'utilisation d'autres bois peut altérer négativement le goût. Le processus de cuisson de ce ragoût est pratiquement identique à celui du Cochinita pibil.
Cet aliment est placé sur la table du hanal pixán comme plat principal, bien que dans les foyers ne disposant pas de ressources économiques suffisantes, il soit remplacé par d'autres plats considérés comme typiques des célébrations ou des fêtes, comme la farce noire.

Nourriture
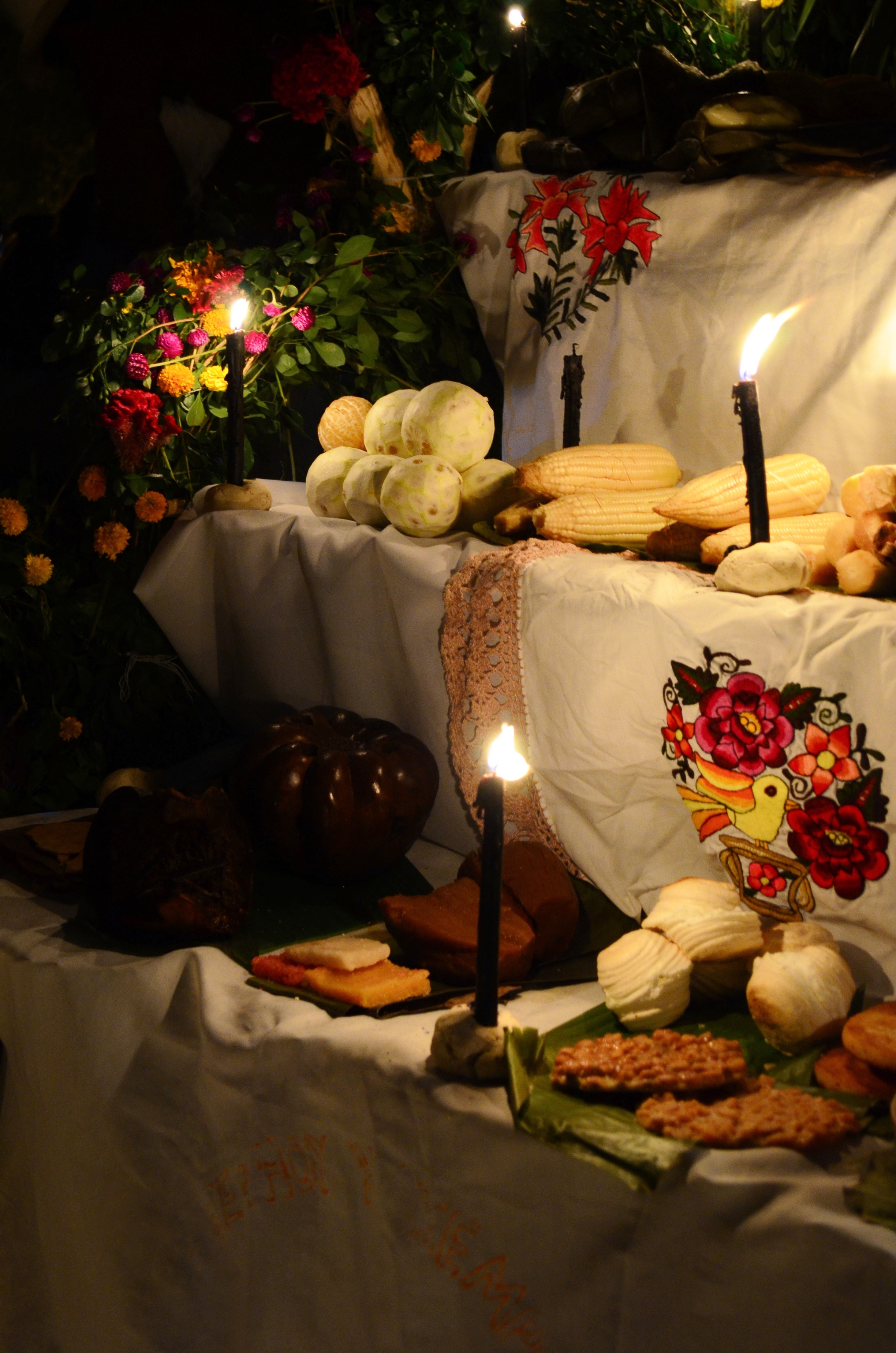
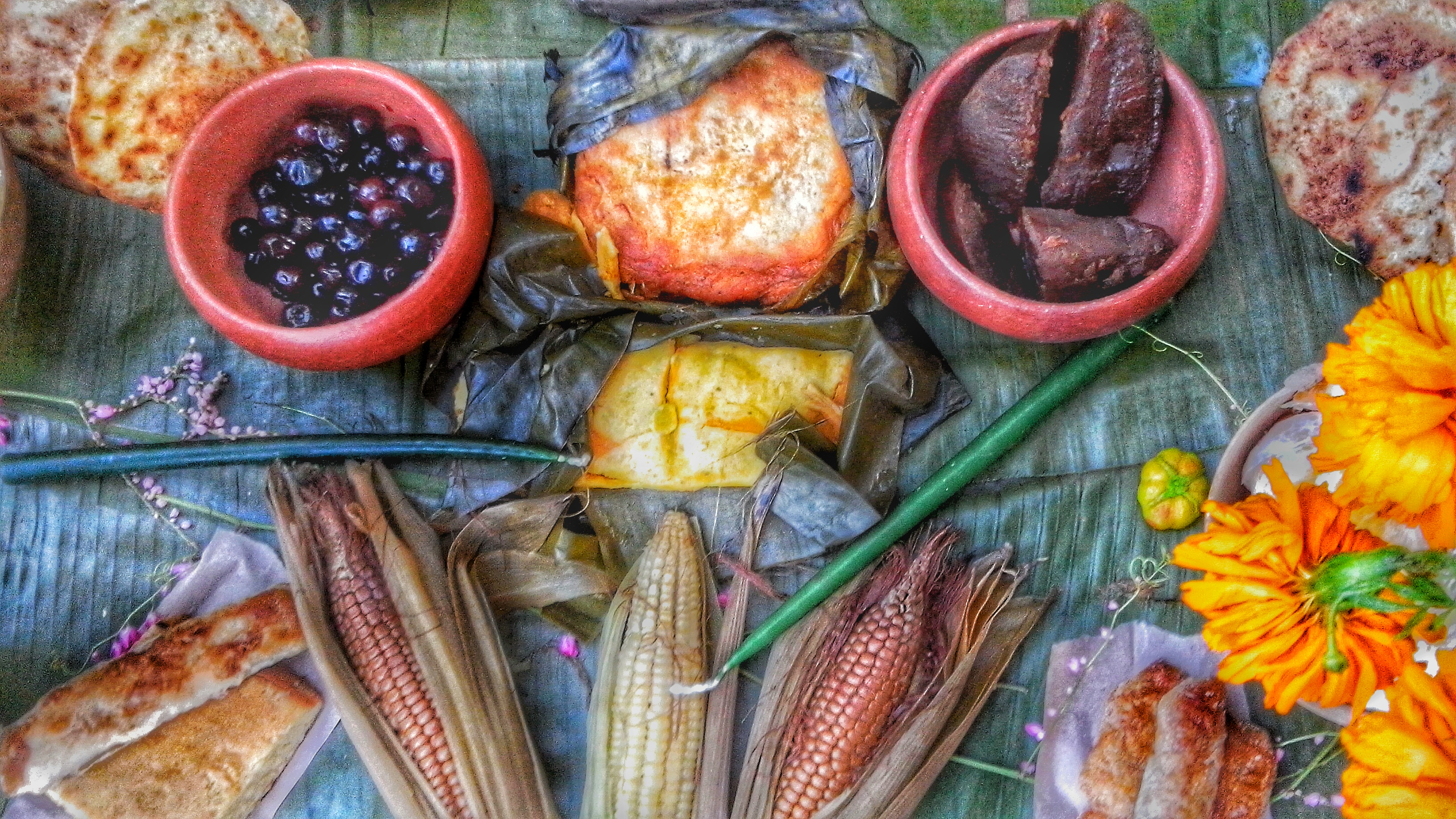

## Coutumes mortuaires mayas
- Les anciens Mayas enterraient leurs morts dans les cours de leurs maisons, car ils pensaient que les morts pouvaient leur causer du tort s'ils n'étaient pas continuellement vénérés.
- Les Mayas yucatèques de l'époque coloniale avaient la coutume du harnero, qui était un espace spécial au sein du cimetière dans lequel on plaçait les ossements des défunts, à condition qu'ils soient secs. Cette coutume semble être née de la difficulté de creuser dans le sol dur de la péninsule, ce qui obligeait à réutiliser les tombes. Dans certains cas, le crâne du défunt était blanchi au soleil et le nom du défunt était écrit à la peinture sur le front afin de se souvenir de lui. Cette coutume a été observée en 1842 par John Lloyd Stephens.
- Les Mayas du Yucatan croient que si une personne meurt les jours du hanal pixán , son âme est chargée d'ouvrir les portes pour les âmes, afin qu'elles puissent quitter le monde souterrain.
- Dans certains endroits, lorsqu'une personne mourait, son cadavre était mouillé et l'eau utilisée servait à préparer la nourriture qui serait donnée aux personnes assistant à la veillée funèbre, dans la croyance que cela répartirait les péchés du défunt parmi les gens, rendant le fardeau sur l'âme du défunt moins lourd.
- Il est également de coutume que lorsque le corps quitte la maison, on verse de l'eau sur lui afin qu'il n'entraîne pas une autre personne avec lui. Ou encore, lorsque le cercueil quitte la maison, un seau d'eau fraîche est versé sur la porte de la maison pour la purifier de ses péchés.
- Pendant Hanal Pixán, les bébés reçoivent un fil noir ou rouge au poignet, car on pense que s'ils ne sont pas marqués, le défunt pourrait les emporter. Les jeunes enfants reçoivent des rubans de couleur autour des chevilles afin qu'ils ne soient pas confondus avec les âmes qui se présentent parfois sous la forme d'enfants.
- Selon une autre version, ils deviennent les porteurs de la nourriture que les vieilles âmes ramènent.
- Il existe également une version selon laquelle les personnes décédées à ces dates n'ont pas encore le droit de retourner sur le plan terrestre et qu'elles restent pour s'occuper et accueillir ceux qui arrivent au purgatoire.
- Les gens ne chassent pas ces jours-là, car on pense qu'ils peuvent effrayer les âmes avec des coups de feu.
- Les jours des morts, les maisons doivent toujours être propres et sans travaux en suspens (comme la préparation des tortillas, par exemple), car on croit que si quelque chose n'a pas été fait, les âmes arriveront et feront les travaux en suspens, ce qui serait un manque de courtoisie à leur égard.

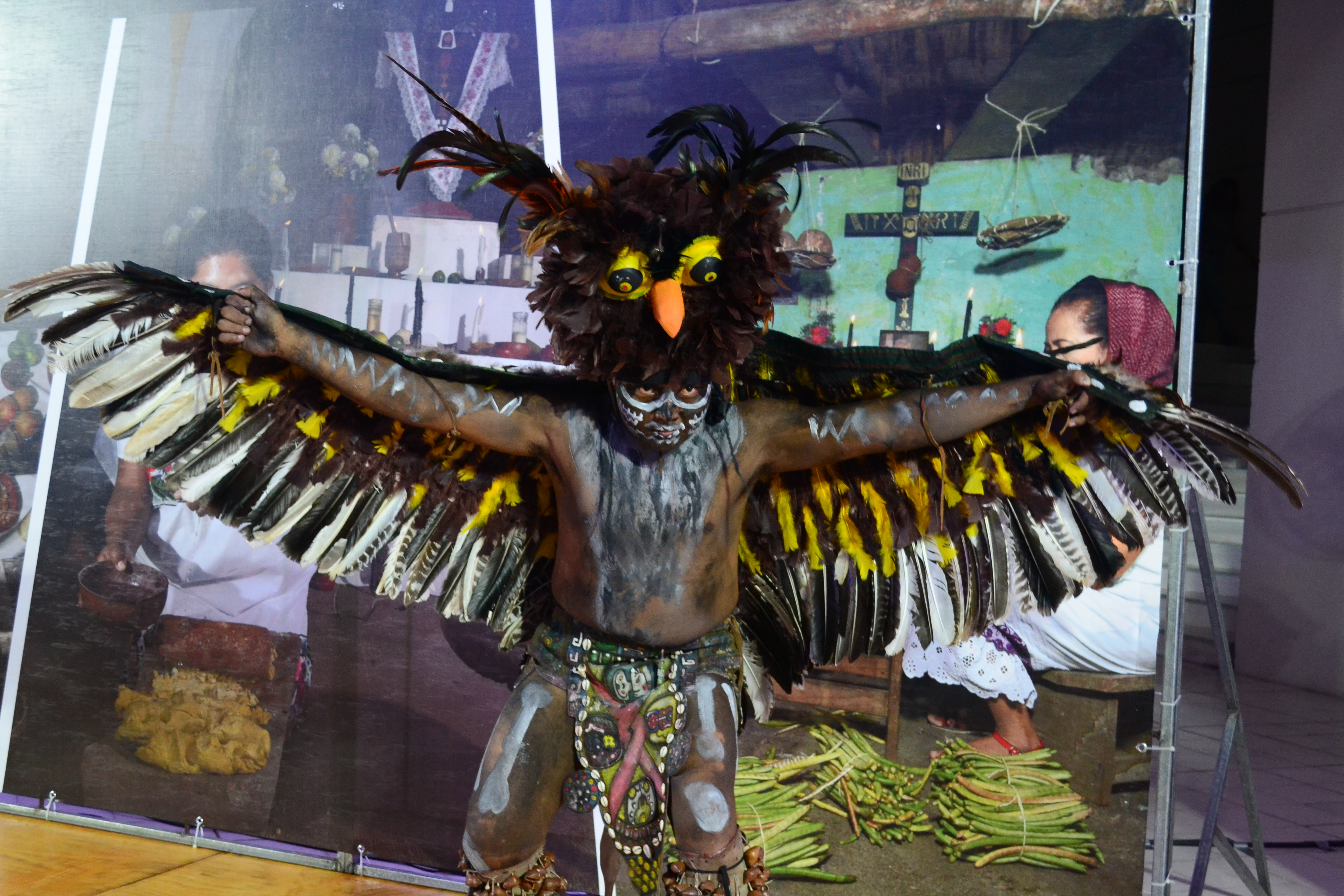
Le búho
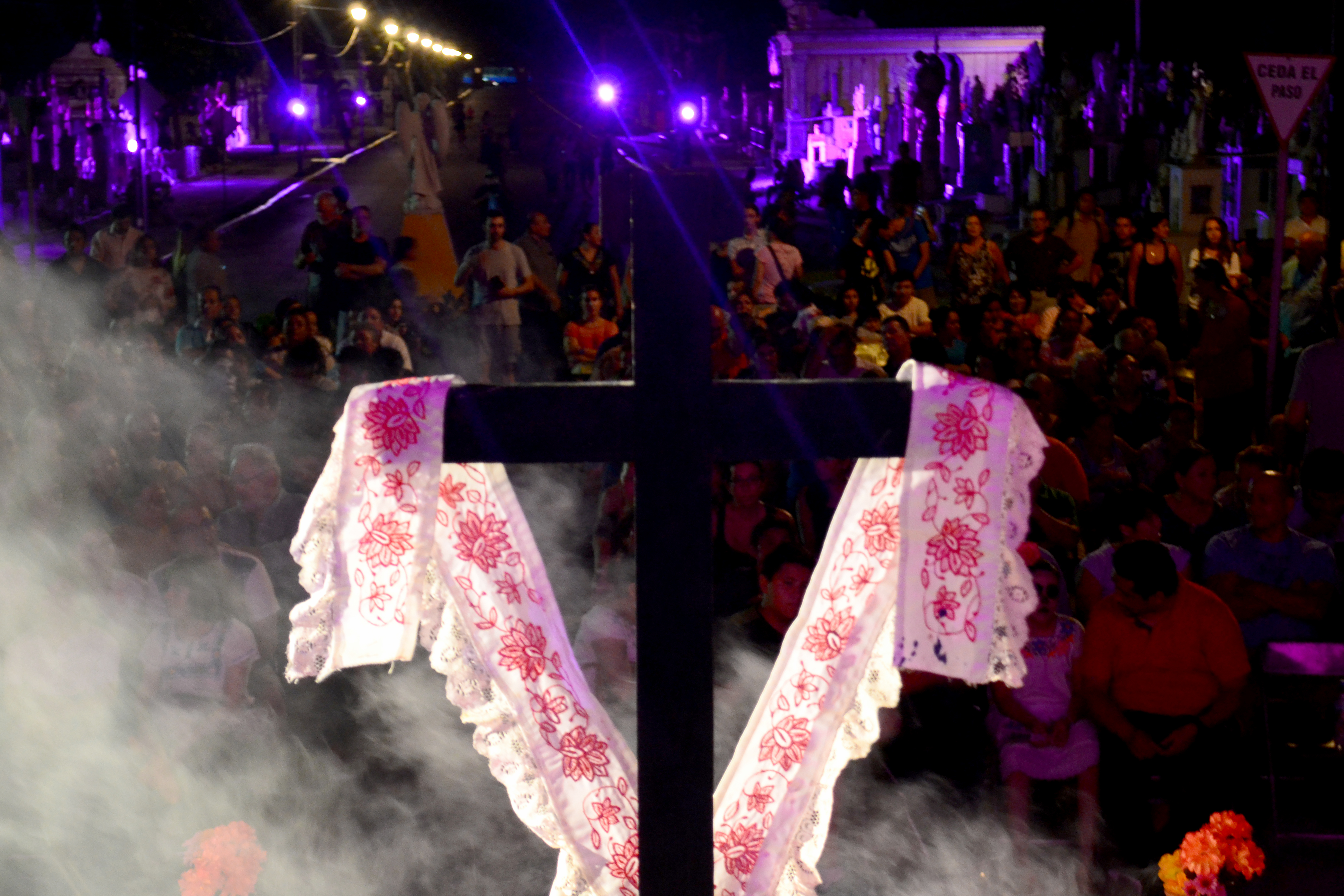
Rituel au cimétière de Mérida
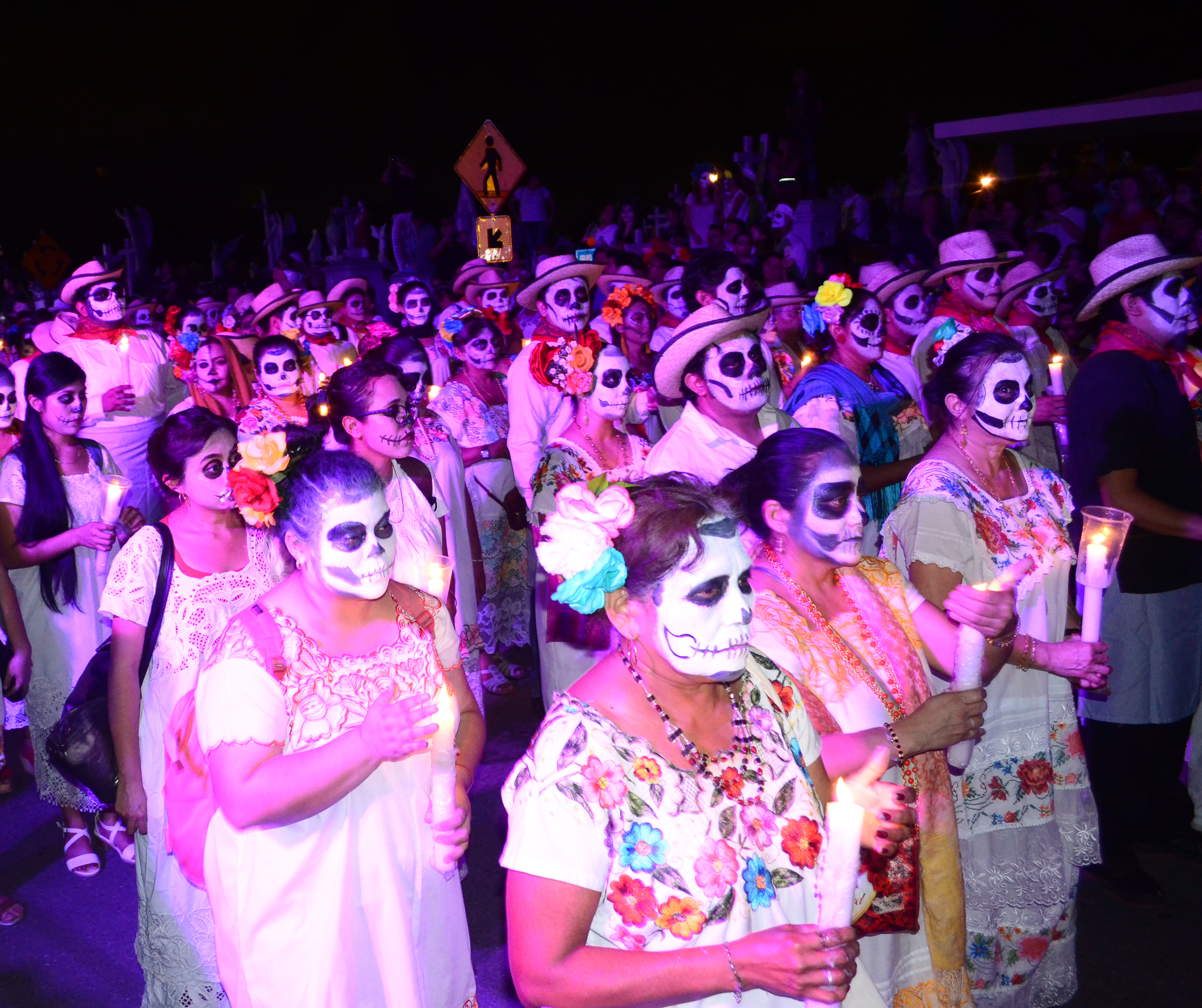
Le passage des âmes, Mérida
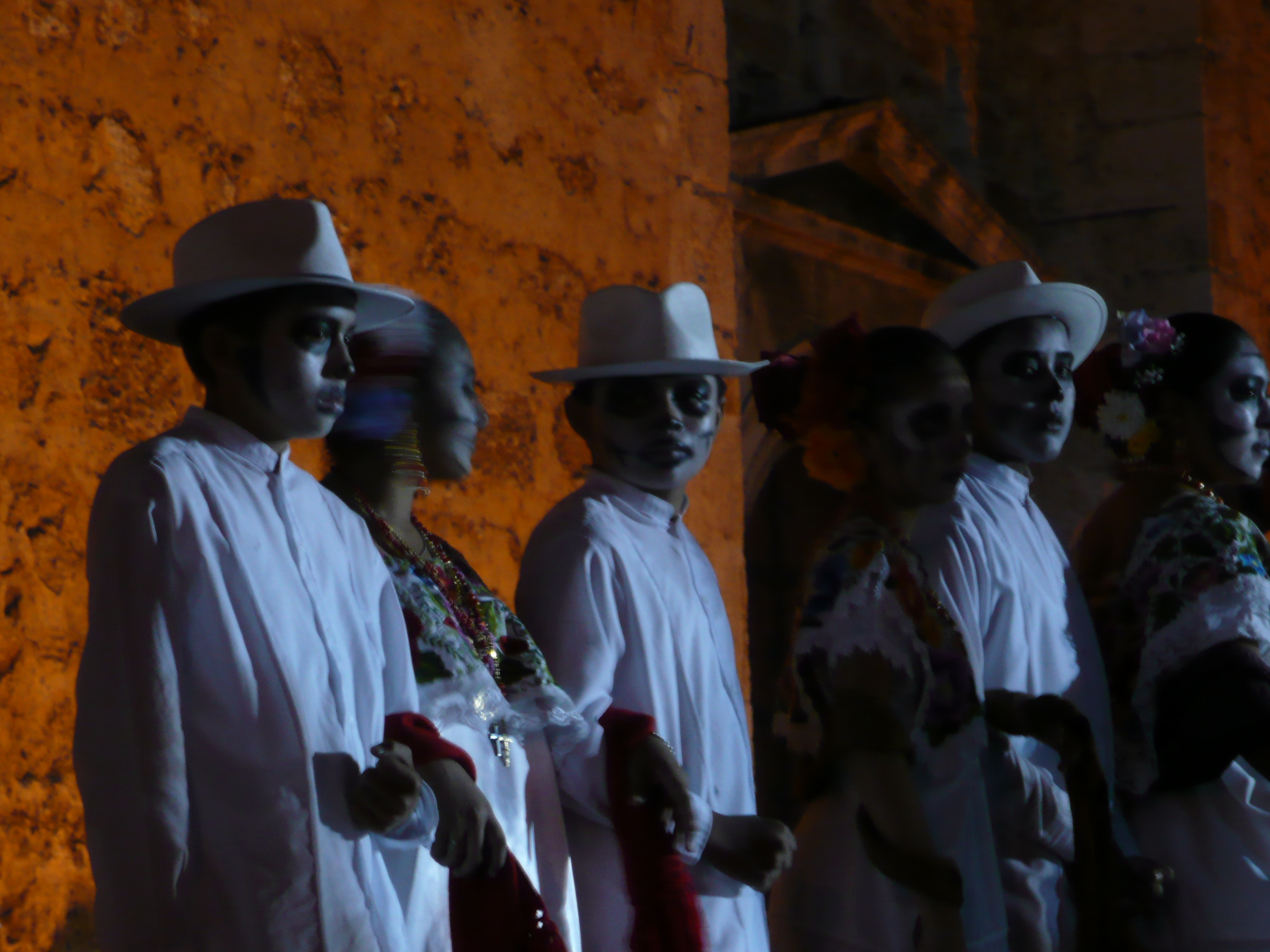
Mérida